# Kamin-Kachyrskyï
Pour les articles homonymes, voir Kamin.
Kamin-Kachyrskyï (en ukrainien : Камінь-Каширський) ou Kamen-Kachirsky (en russe : Камень-Каширский ; en polonais : Kamień Koszyrski) est une ville de l'oblast de Volhynie, en Ukraine, et le centre administratif du raïon de Kamin-Kachyrsky. Sa population s'élevait à 11 713 habitants en 2023.

## Géographie
Kamin-Kachyrskyï est située dans le nord de l'oblast, à 101 km au nord de Loutsk, la capitale de l'oblast, et à 50 km au nord de Kovel, la ville la plus proche.

## Histoire
Kamin-Kachyrskyï est mentionnée pour la première fois en 1196.
Elle est occupée en septembre 1939 par l'Armée rouge et annexée peu après par l'Union soviétique et rattachée à la république socialiste soviétique d'Ukraine. Elle reçoit alors le statut de ville et devient le centre administratif d'un district.
Pendant la Seconde Guerre mondiale, la ville est occupée par l'Allemagne nazie du 29 juin 1941 au 16 avril 1944. Les juifs sont obligés de vivre dans un ghetto à l'automne 1941, leur nombre est d'environ 2 300. La police de sécurité et la gendarmerie allemandes et leurs collaborateurs ukrainiens commettent plusieurs massacres de la population juive dans le cadre de la Shoah par balles. Principalement le 10 août 1942, 50 familles juives et 130 roms. Le 2 novembre 1942, 400 juifs réussissent à s'enfuir du ghetto, la plupart périssent de faim et de maladie dans la forêt.

## Population
Recensements (*) ou estimations de la population :
| 1959* | 1970* | 1979* | 1989* | 2001*  | 2009   | 2010   | 2011   |
| ----- | ----- | ----- | ----- | ------ | ------ | ------ | ------ |
| 5 479 | 6 071 | 7 966 | 9 839 | 10 818 | 11 550 | 11 661 | 11 756 |

| 2012   | 2013   | 2014   | 2015   | 2016   | 2017   | 2018   | 2019   |
| ------ | ------ | ------ | ------ | ------ | ------ | ------ | ------ |
| 11 905 | 12 018 | 12 190 | 12 330 | 12 428 | 12 505 | 12 489 | 12 480 |

## Transports
Kamin-Kachyrskyï se trouve à 123 km de Loutsk par le chemin de fer et à 135 km par la route.